# Meritites IV
Meritites IV (fl. XXIV-XXIII secolo a.C.) è stata una regina egizia della VI dinastia.

## Biografia
Fu certamente sposa del faraone Pepi I, terzo sovrano della VI dinastia. Il suo titolo di Figlia del Re, del Corpo di Pepi Mennefer potrebbe indicare che il suo consorte fu, forse, anche suo padre (pratica usuale all'interno della famiglia reale egizia, e destinata più a elevare la principesse alla dignità regale che alla procreazione: fu il caso di numerose figlie di Ramesse II). Un ulteriore indizio per tale teoria potrebbe essere il medesimo nome della regina: Meritites significa L'Amata del Padre.
I suoi titoli furono: Grande dello Scettro-Hetes, Colei che vede Horus e Seth, Grande di lodi, Sposa del Re, Sposa del Re Sua Amata e Compagna di Horus, oltre al già citato Figlia del Re, del Corpo di Pepi Mennefer.

## Sepoltura
Meritites IV fu sepolta a Saqqara. La sua piramide si trova a sud di quella di Pepi I, e più precisamente nella parte sud-occidentale del complesso funerario della regina Inenek-Inti.